# B.o.B Presents: The Adventures of Bobby Ray
B.o.B Presents: The Adventures of Bobby Ray é o álbum de estréia do rapper norte-americano B.o.B.. O álbum foi lançado em 27 de abril de 2010 pela Grand Hustle Records. Em 29 de setembro de 2010, o álbum já havia vendido ao menos 412 mil cópias nos Estados Unidos fazendo deste disco o terceiro mais bem sucedido do hip hop neste ano.

## Bastidores
O álbum deveria ser lançado em 2009, mas B.o.B. decidiu adiar para 2010. Em novembro de 2009, durante uma entrevista, ele revelou que pretendia lançar o álbum em maio de 2010, mas ele avisou em seu twitter que o lançamento foi antecipado para 25 de maio de 2010. Em 1 de fevereiro, ele lançou uma mixtape intitulada May 25, uma menção a data de lançamento do álbum. Mas a data do lançamento do CD foi mais uma vez antecipada para 27 de abril de 2010 devido ao retorno comercial do single "Nothin' on You". "Nothin' on You" recebeu a certificação de platina em 7 de abril de 2010. Em abril de 2010, ele liberou uma versão rematerializada da canção "Bet I," featuring T.I. e Playboy Tre.

## Produção e gravação
B.o.B. lançou dois singles isolados: "Haterz Everywhere" e "I'll Be in The Sky", que receberam video clipes, e outra canção chamada "No Man's Land" com um video clipe também, mas nenhuma dessas canções estará no álbum de estréia do artista. Durante a BET Hip Hop Awards de 2009, B.o.B. revelou para Angela Yee que Lupe Fiasco fez uma participação especial no álbum. Em 25 de novembro, B.o.B. lançou seu primeiro single oficial, a canção "Nothin' on You" featuring Bruno Mars.  A canção estreou na posição #89 na Billboard Hot 100 e depois chegou a posição #2 atrás apenas do hit "Rude Boy" da cantora Rihanna. B.o.B. autorizou a pré-venda de "B.o.B. Presents: The Adventures of Bobby Ray," no seu website, que tem três versões do álbum, duas com material melhorado.
Eminem, T.I. e Lupe Fiasco fazem também participação especial no álbum. B.o.B também lançou um single promocional "Don't Let Me Fall" que chegou a posição #67 na Billboard Hot 100. O segundo single foi lançado oficialmente em 13 de abril de 2010, sendo a canção "Airplanes". O single conta com a participação de Hayley Williams do Paramore e foi produzido por Alex da Kid. A canção entrou nas paradas em mais de nove países e chegou a posição #2 nos Estados Unidos. Então outro single promocional foi lançado, "Bet I", que conta com a participação de T.I. e Playboy Tre. Este single chegou a posição #72 no Hot 100 norte-americano. Em 6 de julho de 2010, o rapper anunciou seu terceiro single, "Magic" com a participação de Rivers Cuomo do Weezer. B.o.B lançou um video clipe para a canção em agosto. O álbum entrou no Hot 100 e atingiu a posição #10 na principal parada da Billboard. "Nothin' on You" e "Airplanes" chegaram a #1 posição no Reino Unido ficando lá por oito semanas. O quarto single, "Don't Let Me Fall", foi lançado então em 28 de setembro.

## Faixas
| N.º | Título                                                                 | Produtor(es)                                | Duração |  |
| 1.  | "Don't Let Me Fall"                                                    | B.o.B                                       | 4:35    |  |
| 2.  | "Nothin' on You" (featuring Bruno Mars)                                | The Smeezingtons                            | 4:29    |  |
| 3.  | "Pass My Shades" (featuring Lupe Fiasco)                               | B.o.B                                       | 3:33    |  |
| 4.  | "Airplanes" (featuring Hayley Williams do Paramore)                    | Alex da Kid, Frank E (co.)                  | 3:01    |  |
| 5.  | "Bet I" (featuring T.I. e Playboy Tre)                                 | Kuttah                                      | 4:16    |  |
| 6.  | "Ghost in the Machine"                                                 | B.o.B                                       | 4:53    |  |
| 7.  | "The Kids" (featuring Janelle Monáe)                                   | Frank E                                     | 3:26    |  |
| 8.  | "Magic" (featuring Rivers Cuomo)                                       | Dr. Luke                                    | 3:16    |  |
| 9.  | "Fame"                                                                 | The Knux                                    | 3:41    |  |
| 10. | "Lovelier Than You"                                                    | B.o.B                                       | 3:23    |  |
| 11. | "5th Dimension" (featuring Ricco Barrino)                              | B.o.B, T.I., Lil' C                         | 3:23    |  |
| 12. | "Airplanes (Part II)" (featuring Eminem e Hayley Williams do Paramore) | Alex da Kid, Eminem (ad.), Luis Resto (ad.) | 5:19    |  |

| Faixa bônus |                        |                         |         |  |
| N.º         | Título                 | Produtor(es)            | Duração |  |
| 13.         | "Letters from Vietnam" | B.o.B                   | 4:13    |  |
| 14.         | "I See Ya"             | Da Honorable C.N.O.T.E. | 3:18    |  |

- Na edição lançada no Reino Unido, na Russia e no Brasil a canção "I'll Be in the Sky" é a faixa de nº 7 e a música que estava nesta faixa foi para a nº 8 e assim por diante.

## Lançamento
O álbum estreou nas paradas americanas da Billboard 200 na primeira posição vendendo 84 mil cópias na primeira semana. O álbum também foi primeiro nas demais paradas da Billboard como a R&B/Hip-Hop Albums, Digital Albums, e nas paradas da Rap Albums. O álbum acabou cainda para posição n° 12 nas paradas da Billboard na semana seguinte, vendendo mais 36 mil cópias. No Canadá, o álbum estrou em sétimo no Top 100 da venda de discos daquele país. O disco também chegou a posição #42 na parada da ARIA Top 50 Albums australianas, e na Nova Zelândia, o CD chegou a posição #23 na parada da RIANZ Top 40 Albums. Em 15 de dezembro de 2010, o álbum foi certificado como disco de Ouro pela RIAA, ao vender mais de 500 mil cópias em solo norte-americano.

### Paradas de sucesso
| Paradas (2010)               | Melhor posição |
| ---------------------------- | -------------- |
| Austrália Albums Chart       | 42             |
| Canadá Albums Chart          | 7              |
| Irlanda Albums Chart         | 34             |
| UK Albums Chart              | 17             |
| Nova Zelândia Albums Chart   | 23             |
| Billboard 200                | 1              |
| Billboard R&B/Hip-Hop Albums | 1              |
| Billboard Top Rap Albums     | 1              |